# Сибія непальська

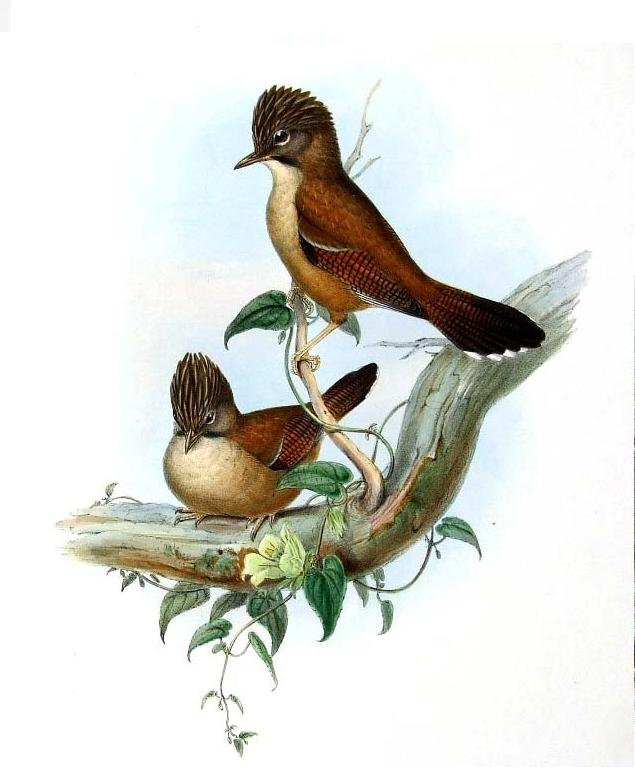
Непальська сибія

Си́бія непальська (Actinodura nipalensis) — вид горобцеподібних птахів родини Leiothrichidae. Мешкає в Гімалаях.

## Поширення і екологія
Непальські сибії мешкають в Непалі, Бутані, північній Індії і південно-східному Тибеті. Вони живуть в гірських тропічних лісах і високогірних чагарникових заростях. Зустрічаються на висоті від 1400 до 3500 м над рівнем моря. Живляться комахами, а також насінням і ягодами. Сезон розмноження триває з квітня по червень.